# Градски стадион (Сексард)
Градски стадион (Сексард) (мађ. Városi Stadion (Szekszárd)) је вишенаменски стадион у Сексарду у Мађарској.

## Историја
Стадион је изграђен 1962. године на иницијативу шефа полиције Михаља Шолимошија, уз друштвену сарадњу. Инаугурациона утакмица је била 8. јула 1962. а утакмицу је пратило 3.000 гледалаца.  
Електрични семафор је монтиран 1980. године. Игралиште је окружено глиненом пистом. Изван стаде је ограда, а затим бетонска сала постављена на бедем. Има места за 5.000 гледалаца, а укупан капацитет је 7.500 људи. После мањег реновирања у лето 2001. године (нова ограда, реновирање травњака), стадион је погодан чак и за утакмице НБ II.
УФЦ стазе се налазе одмах поред Градске хале спортова, па је обезбеђен и паркинг за гледаоце који посећују утакмице.

### Значајније утакмице
| Датум        | Домаћин         | Резултат     | Гост               | Такмичење                  | Посета |
| ------------ | --------------- | ------------ | ------------------ | -------------------------- | ------ |
| 8. јул 1962. | Сексард Дожа II | ? : ?        | Сексард Хонвед     | Прва утакмица на стадиону  |        |
| 8. јул 1962. | Сексард Дожа II | 2 : 2 (2: 1) | ФК Бањас Варпалота | Друга утакмица на стадиону |        |
| 8. јул 1962. | Ујпешт Дожа     | 3 : 2 (1:2)  | СЕОЛ АК            | Трећа утакмица на стадиону |        |